# Cantó de Chartres-Sud-Oest
El cantó de Chartres-Sud-Oest és un cantó francès del departament d'Eure i Loir, situat al districte de Chartres. Té 10 municipis i part del de Chartres.

## Municipis
- Barjouville
- Chartres (part)
- Corancez
- Dammarie
- Fontenay-sur-Eure
- Fresnay-le-Comte
- Luisant
- Mignières
- Morancez
- Thivars
- Ver-lès-Chartres

## Història
| Data d'elecció                           | Identitat         | Partit                    | Qualitat |
| ---------------------------------------- | ----------------- | ------------------------- | -------- |
| 1973-1992                                | Raymond Poirier   | Divers droite-UC          |          |
| 1992-2004                                | Gérard Cornu      | RPR, després UMP          |          |
| 2004-2011                                | Brigitte Santerre | PS, després Divers gauche |          |
| 2011-                                    | Franck Masselus   | UMP                       |          |
| les dades anteriors no són pas conegudes |                   |                           |          |
|                                          |                   |                           |          |

## Demografia
| A partir de 1990: Població sense dobles comptes |